# Adamivka, Camenița
Adamivka (în ucraineană Адамівка) este un sat în comuna Prîvorottea din raionul Camenița, regiunea Hmelnîțkîi, Ucraina.

## Demografie
Componența lingvistică a localității Adamivka
     Ucraineană (98,95%)
     Rusă (1,05%)
Conform recensământului din 2001, majoritatea populației localității Adamivka era vorbitoare de ucraineană (98,95%), existând în minoritate și vorbitori de rusă (1,05%).